# تايتشيدا (ويسكونسن)
تايتشيدا (بالإنجليزية: Taycheedah, Wisconsin)‏ هي بلدة تقع بولاية ويسكونسن في الولايات المتحدة. تبلغ مساحتها 91.3 (كم²)، وترتفع عن سطح البحر 327 م، بلغ عدد سكانها 3666 نسمة في عام 2000 حسب إحصاء مكتب تعداد الولايات المتحدة وتصل الكثافة السكانية فيها 47.2 نسمة/كم2.

## وصلات خارجية
- The US50 - Cities and Towns in Wisconsin State
- Wisconsin Cities and Towns, Facts, Map, Flag, Colleges, Government, and More